# Алекперов, Гулам
Гулам Алекперов (тал. Ǧulam Ələkbərov; 3 сентября 1903, Сутамырдов, Ленкоранский уезд, Бакинской губернии — 1958, г. Баку, Азербайджанская ССР) — талышский педагог, переводчик, общественный деятель, кандидат филологических наук, с 1947 года доцент, видный деятель талышского национально-культурного возрождения 1930-х годов.

## Биография
Алекперов Гулам Хамид оглы родился 3 сентября 1903 года в селе Сутамырдов, Ленкоранского уезда, Бакинской губернии в семье. 
В 1924 году окончил Азербайджанский педагогический институт, а 1930 году факультет востоковедения Азербайджанского государственного университета. В 1947 году окончил аспирантуру Московского государственного университета имени М.В. Ломоносова.
В 1920-1930 годы начал свою педагогическую деятельность в Ленкоранской средней школе № 2. Позже в 1930-1934 гг. работал преподавателем Бакинского строительного технического университета, а в 1934-1941 гг. научным сотрудником Азербайджанского государственного педагогического института. С 1941 по 1947 гг. был преподавателем Азербайджанского государственного университета. В период с 1947 года по 1958 год был заведующим кафедрой русского языкознания.

### Творческая деятельность
С 1920-х годов начался период политики коренизации, создания и развития социальных и культурных институтов для талышей. С целью ликвидации неграмотности среди талышей в в 1928 году на основе латинской графики был создан алфавит талышского языка. В этот период были открыты школы на талышском языке, а в городе Ленкорань был организован Талышский педагогический техникум. Были написаны учебники для неполного среднего образования до 6 класса талышских школ. В период 1930—1938 гг. на талышском языке было издано много переводов художественной литературы, талышский язык был исследован и азербайджанскими учеными языковедами.
В 1937 году Гулам Алекперов совместно в Зульфугаром Ахмедзаде написал книгу по грамматике талышского языка. Также является автором книг по преподаванию грамматики и правописания для младших классов, методике письма и по школьным программам и методическим материалам по предметам. Он автор более 80 научных статей, выступал с докладами на различные темы на научных конференциях.
Знал арабский, французский, русский и английский языки и публиковал научные статьи на этих языках.
После пленума ЦК, состоявшегося 6 июня 1937 г. накануне XIII съезда Компартии Азербайджана, где обсуждался вопрос о содержании предстоящего отчёта ЦК съезду в числе других был затронут вопрос об очищении азербайджанского языка. Один из участников обсуждения заговорил о необходимости «очищения татского языка». На что Мирджафар Багиров сказал — «Я думаю, пора перейти от татского, курдского, талышского языков к азербайджанскому языку. Наркомпрос должен проявить инициативу, все они азербайджанцы.» После данного пленума было принято решение об отходе от обучения на иных языках и перехода на азербайджанский язык. К 1936-1938 годам талышская интеллигенция была подвергнута репрессиям, талышские школы закрыты, издание книг и газет прекращено.
После 1937 года в сложившейся политической и культурной ситуации Гулама Алекперова не постигла судьба его коллег из талышской интеллигенции того времени репрессированных режимом.
Умер в городе Баку в 1958 году.